# فرودگاه بین‌المللی کوتس/راس
فرودگاه بین‌المللی کوتس/راس (به انگلیسی: Coutts/Ross International Airport) یک فرودگاه همگانی بهره‌برداری هوایی است که یک باند فرود چمن دارد و طول باند آن ۸۸۴ متر است. این فرودگاه در کشور کانادا قرار دارد و در ارتفاع ۱۰۸۳ متری از سطح دریا واقع شده‌است.